# 1942
1942. је била проста година.

## Догађаји

### Јануар
- 1. јануар — Потписана је Декларација Уједињених нација (26 влада, међу којима и југословенска избегличка) - први пут се помињу Уједињене нације.
- 2. јануар — 
  - Јапанци освојили Манилу, главни град Филипина.
  - Немачки заповедник у Србији под претњом смртне казне забранио скривање Јевреја и чување њихових ствари.
- 1.-3. јануар — Једна од масовних ликвидација у логору Јасеновац коју је могуће хронолошки лоцирати и структурисати на основу свједочења неколико преживјелих логораша. Према свједочењу више логораша, тих дана је у логору убијено око 262 заточеника српске националности.
- 4. јануар — Мађарска војска и жандармерија разбили Први шајкашки НОП одред код Жабља, почињу репресалије према цивилима у Бачкој, чији је врхунац Новосадска рација.

- 4—9. јануар 1942: Убиство око 210 заточеника логора Јасеновац - болесника импровизоване логорске болнице, српске и јеврејске националности. Убистава извршена у три наврата: 4, 5 и 8-9. јануара 1942.
- 6. јануар: 
  - Убиство 66 становника српског села Сажије покрај Славонске Пожеге. Међу убијенима било је 34 жене и 5 дјеце. Село је у потпуности спаљено. Злочин су починиле усташе из Славонске Пожеге и околних села.
  - Партизани извршили масакр већег броја цивила на пасјем гробљу у Колашину.
  - Масакр у јужној Бачкој, познат и као Рација у јужној Бачкој  над цивилним становништвом јужне Бачке, претежно Србима и Јеврејима, извршили припадници оружаних снага и војске Краљевине Мађарске (Хонвед) за време Другог светског рата током мађарске окупације.
- 1—10. јануар: Страдање 40 становника Ласињског Сјеничака, села између Карловца и Вргинмоста, у вријеме усташко-домобранске офанзиве. Међу убијенима било је 6 дјеце. Публиковани су поименични подаци о страдалима
- 7. јануар — Почела је битка за Батан на Филипинима.
- 11. јануар
  - ЦК КПЈ и ВШ НОП одреда Југославије донели одлуку од стварању Добровољачке војске (нови назива штаба је ВШ НОП и ДВ Југославије).
  - Окончана Дражгошка битка код Шкофје Локе у Словенији - партизани се повукли након што су нанели губитке Немцима, који због тога пале село Дражгоше.
- 12. јануар — 
  - Слободан Јовановић је постављен на чело избегличке југословенске владе, уместо генерала Симовића (коме је кабинет отказао послушност а краљ поверење). Драгољуб Михаиловић је именован за министра војске, морнарице и ваздухопловства.
  - Делови Кордунашког НОП одреда заузели Војнић.
- 13. јануар — Декларација неких савезничких влада (и југословенске) о кажњавању ратних злочина.
- 14. јануар — 
  - Заједничка декларација Пољске, Чехословачке, Југославије и Грчке којим је установљен Планерски одбор Централне и источне Европе. Краљевина Југославија потписала Декларацију Уједињених нација о ратним злочинима.
  - Масакр у Воћину

- 15. јануар — 
  - Избегличке владе Југославије и Грчке склопиле уговор који предвиђа њихову послератну конфедерацију (Балкански Савез).
  - 15. јануар — 7. фебруар - "Друга непријатељска офанзива" у источној Босни, у две етапе: Романијско-бирчанска и Друга озренска операција; четници пропуштају немачке јединице, партизани избегли уништење.
- 19. јануар — Драгољуб Михаиловић унапређен у дивизијског генерала.
- 20. јануар —
  - Одржана је Ванзејска конференција високих нацистичких званичника на којој је разматрано извршење коначног решења јеврејског питања.
  - Бугарски 1. окупациони корпус (три дивизије) завршио окупацију дела Недићеве Србије (приближно југоисточна четвртина, до Крагујевца и К. Митровице), замењујући немачке снаге.
- 21. јануар — 
  - На станици Пјеновац, између Олова и Хан Пијеска, изненађено и погинуло 59 партизана Шумадијског батаљона 1. пролетерске и дела Романијског НОП одреда, међу њима и Славиша Вајнер Чича.
  - Ромелов Афрички корпус почиње контраофанзиву у Либији.
  - 21 - 23. јануар - Новосадска рација - мађарски војници и жандари убили неколико хиљада Срба, Јевреја и Рома у Бачкој.
- 22. јануар — Равногорски покрет проглашен од избегличке владе за Југословенску војску у отаџбини.
- 23. јануар — Почиње битка за Рабаул, која Јапанцима отвара Нову Гвинеју.
- 24. јануар — 
  - Избегличке владе Пољске и Чехословачке склопиле уговор који предвиђа њихову послератну конфедерацију.
  - Битка у Макасарском пролазу
  - Анте Павелић основао Хрватски државни сабор (чланови именовани, саветодавна функција).
  - Партизани из Граца код Макарске извели прву акцију на мору, заробивши једрењак "Меркур" са 90 тона хране.
- 25. јануар — 10. мај - "Фочански период" - ЦК КПЈ и ВШ Народноослободилачке партизанске и Добровољачке војске Југославије се налазе у Фочи.
- 27. јануар — Игмански марш.
- 29. јануар — Посланик Ендре Бајчи-Жилински у спољнополитичком одбору мађарског парламента осудио насиље у Бачкој (Новосадска рација).
  - Почела Друга озренска операција, друга етапа Друге офанзиве.
  - Потписан уговор о савезу Велике Британије, СССР и Ирана, којим је регулисан боравак снага прве две државе у Ирану.
- 30. јануар — 1. фебруар - Разговори Јездимира Дангића (четничког команданта у источној Босни), Недића и немачких представника у Београду - обећавано па опозвано прикључење 17 срезова источне Босне Недићевој Србији.
- 31. јануар — Малајска кампања окончана јапанским заузећем полуострва.

### Фебруар
- 1. фебруар — Вођа норвешких фашиста Видкун Квислинг постао је председник марионетске владе у окупираној Норвешкој, у Другом светском рату.
- 7. фебруар — Усташе су убиле 2300 становника бањалучких насеља Дракулић, Шарговац и Мотике српске националности.
- 7—15. фебруар — Битка за Сингапур
- 8. фебруар — 21. април — Демјански џеп
- 9. фебруар — У њујоршкој луци избио пожар на француском путничком броду „Нормандија“, тада највећем и најелегантнијем на свету, после чега је брод потонуо.
- 10. фебруар — Амерички џез-музичар Глен Милер постао први музичар који је добио „златну плочу“ за продају милионитог примерка неке композиције, „Chattanooga Choo Choo“.
- 11—13. фебруар — Операција Керберус 1942.
- 12. фебруар — Немачки војници убили 42 затвореника која су бежала из логора Црвени крст код Ниша, у Другом светском рату, а 105 затвореника успело да побегне.
- 17. фебруар — На брду Бубањ код Ниша Немци су као одмазду због побуне у логору Црвени крст, стрељали преко 1000 Јевреја из Ниша источне и јужне Србије.
- 19. фебруар — Јапански авиони у првом нападу на Аустралију у Другом светском рату бомбардовали град Дарвин и оближњу војну базу.
- 20. фебруар — Јапанци су у Другом светском рату напали португалски Тимор и острво Бали у Холандској источној Индији.
- 27. фебруар — Битка у Јаванском мору
- 28. фебруар — Битка у Сундском мореузу

### Март
- 1. март — У Чајничу је у Другом светском рату од око хиљаду бораца формирана Друга пролетерска бригада с четири батаљона, у чији су састав ушли Први и Четврти батаљон Ужичког, Други батаљон Чачанског и Трећи батаљон Шумадијског одреда.
- 9. март — Јапанске инвазионе снаге су у Другом светском рату окончале заузимање индонежанског острва Јава, тада под холандском колонијалном влашћу.
- 20. март — Битка на мореузу Бадунг јапанска победа у бици за Холандску Источну Индију.
- 28. март — Британске поморске снаге су изненадним нападом са копна, мора и из ваздуха уништили луку Сен Назер у окупираној Француској, у којој су били усидрени немачки ратни бродови.
- 31. март — Због побуне индијских војника против њихових британских официра, јапански војници су заузели Божићно острво без икаквог отпора.

### Април
- 3. април —  Указом Анте Павелића, по наређењу немачких власти, направљена је Хрватска православна црква, као настојање НДХ да се покаже да нема прогона и асимилације Срба у Хрватској те да се потпуно поништи Српска православна црква на територији НДХ.
- 18. април — Амерички авиони у Другом светском рату први пут су бомбардовали Токио, Јокохаму и Нагоју.
- 26. април — 
  - Операција Трио је заједнићка операција италијанских, немачких и усташко-домобранских трупа у источној Босни током Другог свјетског рата. Спроведена је у две етапе од 22. априла до 15. маја 1942, с циљем уништења партизанских и четничких групација.
  - У највећој несрећи у историји рударства, у кинеском руднику угља у Бенксију, тада под окупацијом Јапана, погинуло најмање 1.540 људи.

### Мај
- 8. мај — Окончана је битка у Коралном мору када су авиони са јапанског носача авиона потопили амерички носач авиона УСС Лексингтон.
- 15. мај — Операција Форстрат (Шумар) акција нацистичких снага у долини Ибра ради хватања четничког вође Драгољуба Михаиловића, који се тада са својим штабом скривао на планини Голији.
- 19. мај — Оснивање логора Стара Градишка, као петог подлогора логора Јасеновац - долазак првих затвореника.
- 27. мај — У окупираној Чешкој смртно је рањен шеф Рајхсзихерхајтсхауптамтa Рајнхард Хајдрих.

### Јун
- 6. јун — Амерички понирући бомбардери су потопили четири јапанска носача авиона у бици код Мидвеја.
- 8. јун — Јапанске подморнице у Другом светском рату бомбардовале Сиднеј и Њукасл.
- 10. јун — Нацисти су у Другом светском рату потпуно уништили чешко село Лидице, што је била одмазда за атентат на нацистичког протектора Чешке и Моравске и једног од најзначајнији Хитлерових сарадника Рајнхарда Хајдриха.
- 10. јун — Почела је битка на Козари.
- 21. јун — Немачки афрички корпус фелдмаршала Ервина Ромела заузео је у Другом светском рату град Тобрук у Либији и заробио 25.000 британских војника.
- 28. јун — Први конгрес СНО одржан је у манастиру Светог Саве у Либертивилу, на Видовдан. Окупило се око 6.000 Срба из свих крајева Америке. Поред владике Дионисија, конзула Војислава Мирковића, бизнисмена Михаила Дучића, песника Јована Дучића, амбасадора Константина Фотића и других, главни говорник био је Блис Лејн, амерички амбасадор у Београду.

### Јул
- 1. јул — Немачке трупе су у Другом светском рату, после осмомесечне опсаде, заузеле Севастопољ, најважнију совјетску црноморску луку на полуострву Крим.
- 1—31. јул — Прва битка код Ел Аламејна
- 18. јул — Окончана је битка на Козари у Другом светском рату немачка војска је, уз помоћ војске НДХ, после више од месец дана борбе, победила југословенске партизане на планини Козари.
- 23. јул — Почеле су са радом гасне коморе у логору Треблинка, убивши око 6.500 Јевреја који су дан раније транспортовани из Варшавског гета.

### Август
- 7. август — Искрцавањем америчких поморско-десантних снага на острво Гвадалканал почела је битка за Гвадалканал на Пацифику у Другом светском рату.
- 7—9. август — Битка за Тулаги, Гавуту и Танамбого
- 8—9. август — Битка код острва Саво
- 19. август — Британске и канадске трупе извеле су десант на француску луку Дјеп, где су, уз велике губитке, разорили немачке војне објекте.
- 21. август — Битка на реци Тенару
- 24—25. август — Битка код источних Соломона

### Септембар
- 12. септембар — Немачка подморница је торпедовалаа РМС Лаконију код обале западне Африке, усмртивши око 1650 особа од 2725 путника на броду.
- 12—14. септембар — Битка за Едсонов гребен

### Октобар
- 11. октобар — Америчка морнарица је у бици код рта Есперанс код северозападне обале Гвадалканала пресрела и поразила јапанску флоту послату да уништи Хендерсоново поље.
- 12. октобар — Операција Копаоник немачко-бугарска антигерилска офанзива против четника на подручје планина Копаоник, Гоч и Јастребац. Немци су покренули офанзиву с циљем тоталног уништења четника Расинског корпуса, под командом пуковника Драгутина Кесеровића чији се штаб налазио у селу Крива Река. Немци и Бугари освојили су четничку слободну територију и при томе извршили злочине над српским цивилним становништвом. Четници су се успешно извукли из немачко-бугарског обруча и повукли на територију која је била ван домашаја окупаторских снага.
- 12. октобар Злочин у Кривој Реци је ратни злочин који су 12. и 13. октобра починили припадници 7. СС добровољачке брдске дивизије Принц Еуген и бугарских окупационих снага над српским становништвом у селу Крива Река.

### Новембар
- 4. новембар — Бихаћ су координираном акцијом заузеле партизанске снаге из Хрватске и БиХ у Бихаћкој операцији.
- 8. новембар — Операција Бакља
- 10. новембар — Немачка је напала Вишијевску Француску након што је адмирал Франсоа Дарлан потписао споразум са Савезницима у северној Африци.
- 26. новембар — У Бихаћу је у Другом светском рату основано Антифашистичко веће народног ослобођења Југославије.
- 27. новембар — Французи у Другом светском рату потопили већи део ратне флоте у тулонској луци како би спречили да бродови падну у руке Немцима, који су управо ушли у Тулон.
- 29. новембар — Операција Рудолф окупационе снаге Вермахта у нападу ма јединице ЈВуО
- 30. новембар — Битка код Тасафаронге

### Децембар
- 2. децембар — На Универзитету у Чикагу, где су нуклеарни физичари предвођени Енриком Фермијем радили на тајном пројекту израде атомске бомбе, први пут је демонстрирана нуклеарна ланчана фисија.
- 12. децембар — Немачке снаге су започеле операцију Зимска олуја, покушавајући да одблокирају опкољене осовинске снаге током битке за Стаљинград.

## Рођења

### Јануар
- 1. јануар — Корнелије Ковач, српски композитор и музичар (прем. 2022)
- 1. јануар — Божидар Николић, југословенски и српски редитељ, директор фотографије и сниматељ (прем. 2021)
- 4. јануар — Џон Маклохлин, енглески џез музичар (гитариста)
- 5. јануар — Звонко Богдан, српски певач
- 5. јануар — Озрен Боначић, хрватски ватерполиста и ватерполо тренер
- 8. јануар — Стивен Хокинг, енглески теоријски физичар, космолог и писац (прем. 2018)
- 10. јануар — Волтер Хил, амерички редитељ, сценариста и продуцент
- 17. јануар — Мухамед Али, амерички боксер, активиста и филантроп (прем. 2016)
- 21. јануар — Илија Лукић, српски фудбалер и фудбалски тренер (прем. 2018)
- 25. јануар — Еузебио, португалски фудбалер (прем. 2014)

### Фебруар
- 1. фебруар — Тери Џоунс, велшки глумац, писац, комичар, сценариста, редитељ и историчар (прем. 2020)
- 2. фебруар — Бо Хопкинс, амерички глумац (прем. 2022)
- 14. фебруар — Ендру Робинсон, амерички глумац
- 28. фебруар — Дино Зоф, италијански фудбалски голман и фудбалски тренер
- 28. фебруар — Брајан Џоунс, енглески музичар, најпознатији као оснивач и првобитни фронтмен групе The Rolling Stones (прем. 1969)

### Март
- 2. март — Лу Рид, амерички музичар (прем. 2013)
- 6. март — Лео Мартин, српски певач
- 9. март — Џон Кејл, велшки музичар, композитор и музички продуцент
- 12. март — Ратко Младић, српски генерал
- 23. март — Ладо Лесковар, словеначки певач
- 23. март — Михаел Ханеке, аустријски редитељ и сценариста
- 25. март — Арета Френклин, америчка музичарка, најпознатија као соул певачица (прем. 2018)
- 27. март — Мајкл Јорк, енглески глумац.
- 28. март — Данијел Денет, амерички филозоф, писац и когнитивни научник (прем. 2024)
- 28. март — Џери Слоун, амерички кошаркаш и кошаркашки тренер (прем. 2020)

### Април
- 3. април — Марша Мејсон, америчка глумица и редитељка
- 9. април — Петар Надовеза, хрватски фудбалер и фудбалски тренер (прем. 2023)
- 11. април — Бранко Рашовић, црногорски фудбалер (прем. 2024)
- 16. април — Френк Вилијамс, енглески бизнисмен, оснивач и власник Формула 1 тима Вилијамс (прем. 2021)
- 18. април — Јохен Ринт, аустријски аутомобилиста, возач Формуле 1 (прем. 1970)
- 24. април — Барбра Страјсенд, америчка певачица, глумица, редитељка, сценаристкиња и продуценткиња
- 27. април — Зоран Мароевић, српски кошаркаш (прем. 2019)
- 28. април — Александар Хрњаковић, српски глумац (прем. 2014)

### Мај
- 3. мај — Вера Чаславска, чехословачка гимнастичарка (прем. 2016)
- 4. мај — Никола Стојановић, српски редитељ и сценариста (прем. 2021)
- 9. мај — Мирко Сандић, српски ватерполиста и ватерполо тренер (прем. 2006)
- 10. мај — Карл Даглас, јамајкански певач
- 12. мај — Драгољуб Велимировић, српски шахиста (прем. 2014)
- 20. мај—  Дејвид Провал, амерички глумац
- 23. мај — Милутин Мркоњић, српски политичар и грађевински инжењер (прем. 2021)
- 26. мај — Мира Пеић, српска глумица

### Јун
- 13. јун — Јелисавета Саблић, српска глумица
- 18. јун — Пол Макартни, енглески музичар и музички продуцент
- 18. јун — Роџер Иберт, амерички филмски критичар, новинар, сценариста и писац (прем. 2013)
- 20. јун — Зденка Вучковић, хрватска певачица (прем. 2020)
- 25. јун — Вилис Рид, амерички кошаркаш и кошаркашки тренер (прем. 2023)
- 27. јун — Видосав Стевановић, српски књижевник, сценариста, драматург и публициста

### Јул
- 1. јул — Женевјев Бижо, канадска глумица
- 9. јул — Ричард Раундтри, амерички глумац (прем. 2023)
- 10. јул — Мира Марковић, српска политичарка и социолошкиња, супруга Слободана Милошевића (прем. 2019)
- 10. јул — Рони Џејмс Дио, амерички музичар (прем. 2010)
- 10. јул — Сиксто Родригез, амерички музичар (прем. 2023)
- 13. јул — Харисон Форд, амерички глумац
- 14. јул — Хавијер Солана, шпански политичар
- 16. јул — Маргарет Корт, аустралијска тенисерка
- 17. јул — Кони Хокинс, амерички кошаркаш (прем. 2017)
- 18. јул — Ђакинто Факети, италијански фудбалер (прем. 2006)
- 24. јул — Крис Сарандон, амерички глумац
- 29. јул — Тони Сирико, амерички глумац (прем. 2022)

### Август
- 1. август — Џери Гарсија, амерички музичар, најпознатији као гитариста и певач групе Grateful Dead (прем. 1995)
- 2. август — Изабела Аљенде, чилеанска књижевница
- 2. август — Илија Пантелић, југословенски и српски фудбалски голман (прем. 2014)
- 7. август — Тобин Бел, амерички глумац
- 7. август — Зигфрид Хелд, немачки фудбалер и фудбалски тренер
- 16. август — Џон Чалис, енглески глумац (прем. 2021)
- 18. август — Ратко Полич, словеначки глумац (прем. 2022)
- 21. август — Божидар Орешковић, хрватски глумац (прем. 2010)
- 22. август — Мира Адања Полак, српска новинарка и продуценткиња, истраживачица, ауторка и ТВ водитељка
- 23. август — Ненси Ричи, америчка тенисерка
- 25. август — Ђурђија Цветић, српска глумица (прем. 2015)

### Септембар
- 3. септембар — Ал Џардин, амерички музичар, најпознатији као суоснивач, гитариста и повремени певач групе
- 5. септембар — Вернер Херцог, немачки редитељ, сценариста, продуцент, глумац и писац
- 8. септембар — Желимир Жилник, српски редитељ и сценариста
- 15. септембар — Бисера Велетанлић, српска певачица
- 25. септембар — Танасије Узуновић, српски глумац (прем. 2023)
- 28. септембар — Маршал Бел, амерички глумац
- 29. септембар — Феличе Ђимонди, италијански бициклиста (прем. 2019)
- 29. септембар — Ијан Макшејн, енглески глумац

### Октобар
- 6. октобар — Брит Екланд, шведска глумица, модел и певачица
- 23. октобар — Мајкл Крајтон, амерички књижевник, сценариста, редитељ и продуцент (прем. 2008)
- 23. октобар — Мирослав Павловић, српски фудбалер (прем. 2004)
- 26. октобар — Зденко Руњић, хрватски композитор (прем. 2004)
- 26. октобар — Боб Хоскинс, енглески глумац (прем. 2014)

### Новембар
- 1. новембар — Марсија Волас, америчка глумица и комичарка (прем. 2013)
- 1. новембар — Лари Флинт, амерички издавач (прем. 2021)
- 4. новембар — Рудолф Белин, хрватски фудбалер и фудбалски тренер
- 7. новембар — Џин Шримптон, енглески модел и глумица
- 15. новембар — Драган Зарић, српски глумац (прем. 2000)
- 16. новембар — Јагош Пурић, српски физичар и ректор Београдског универзитета (1998—2000) (прем. 2022)
- 17. новембар — Мартин Скорсезе, америчко-италијански редитељ, сценариста, продуцент, глумац и историчар филма
- 18. новембар — Линда Еванс, америчка глумица
- 19. новембар — Калвин Клајн, амерички модни дизајнер
- 20. новембар — Боб Ајнштајн, амерички глумац, комичар, сценариста и продуцент (прем. 2019)
- 20. новембар — Џо Бајден, амерички политичар, 46. председник САД
- 20. новембар — Норман Гринбаум, амерички музичар
- 24. новембар — Били Коноли, шкотски глумац и комичар
- 27. новембар — Џими Хендрикс, амерички музичар, најпознатији као гитариста (прем. 1970)

### Децембар
- 3. децембар — Педро Роча, уругвајски фудбалер и фудбалски тренер (прем. 2013)
- 6. децембар — Петер Хандке, аустријски књижевник, преводилац, сценариста и редитељ
- 7. децембар — Жика Јелић, српски музичар, најпознатији као суоснивач и гитариста ЈУ групе
- 14. децембар — Драго Млинарец, хрватски музичар
- 19. децембар — Милан Милутиновић, српски политичар, 2. председник Србије (1997—2002) (прем. 2023)
- 30. децембар — Фред Ворд, амерички глумац (прем. 2022)
- 30. децембар — Јанко Прунк, словеначки историчар и политичар

## Смрти

### Јануар
- 4. јануар — Јордан Николов Орце, македонски народни херој. (*1916)
- 17. јануар — Валтер фон Рајхенау, немачки фелдмаршал
- 21. јануар — Душан Раденковић, српски редитељ и драмски првак. (*1892)

### Фебруар
- 2. фебруар — Данил Хармс, совјетски сатиричар. (*1905)

### Март
- 12. март — Жикица Јовановић Шпанац, шпански борац и народни херој. (* 1914)
- 16. март — Аугуст фон Гедрих, немачки бициклиста. (*1895)
- 17. март — Нада Димић, партизанка и народни херој. (* 1923)

### Април
- 17. април — Жан Батист Перен, француски физичар и Нобеловац 1926. (*1870)

### Мај
- 6. мај — Хасан Кикић, босански књижевник. (*1905)
- 22. мај — Раде Кончар, организациони секретар ЦК КПХ и народни херој. (*1911)

### Јун
- 4. јун — Рајнхард Хајдрих, немачки гувернер и нациста. (*1904)
- 11. јун — Анђа Ранковић, текстилна радница, учесница НОБ-а и народни херој (* 1909)

### Јул
- 3. јул — Луј Франше д’Епере, француски маршал и генерал из Првог светског рата. (*1856)

### Септембар
- 18. септембар — Драгутин Инкиостри Медењак, српски декоратер и сликар. (*1866)

### Новембар
- 2. новембар — Китахара Хакушу, јапански песник. (*1885)
- 4. новембар — Жарко Зрењанин, народни херој Југославије

### Децембар
- Википедија:Непознат датум —
  - Википедија:Непознат датум — Дионисије Миковић, српски игуман, књижевник и етнограф. (*1861)

## Нобелове награде
- Физика — Награда није додељена
- Хемија — Награда није додељена
- Медицина — Награда није додељена
- Књижевност — Награда није додељена
- Мир — Награда није додељена
- Економија — Награда у овој области почела је да се додељује 1969. године